# Sous la tonnelle de chèvrefeuille
Sous la tonnelle de chèvrefeuille est un autoportrait réalisé en 1609 par le peintre flamand Pierre Paul Rubens avec sa femme Isabella Brant. Rubens fit ce tableau pour célébrer son mariage le 3 octobre 1609 à l'abbaye Saint-Michel d'Anvers, peu de temps après qu'il fut revenu dans cette ville à la suite de son séjour de huit ans en Italie.
Cette peinture est un portrait  en pied du couple assis sous une tonnelle de chèvrefeuille, dans lequel Rubens a peint les symboles de l'amour et du mariage que sont le chèvrefeuille et le jardin, symboles traditionnels de l'Amour, et les personnages se tenant la main droite, allégorie de l'Union par le mariage. En outre, Rubens s'est représenté lui-même comme un gentleman aristocratique avec la main gauche sur la poignée de son épée.
Le tableau est actuellement exposé à la Alte Pinakothek de Munich.

## Détails

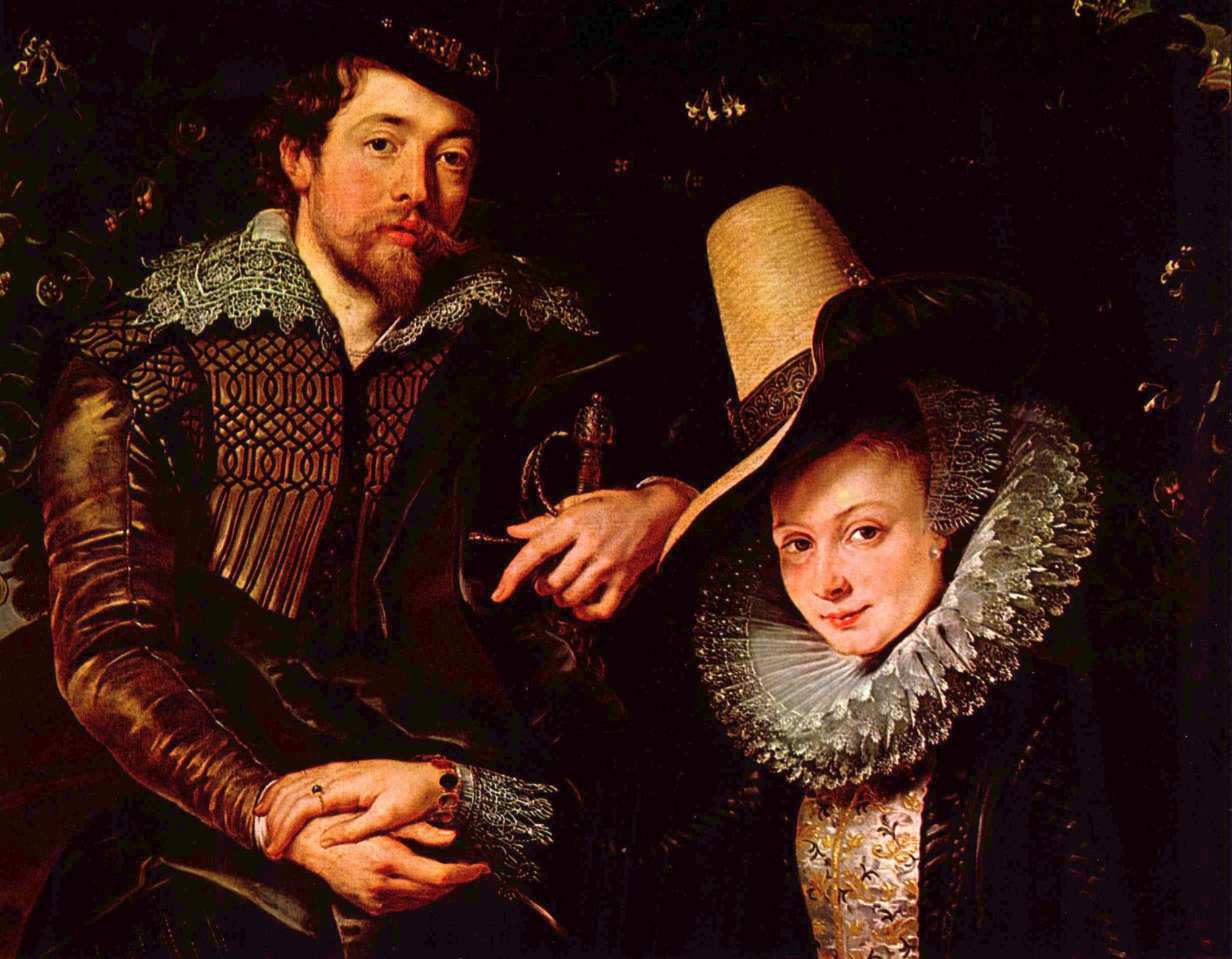
Gros plan du couple
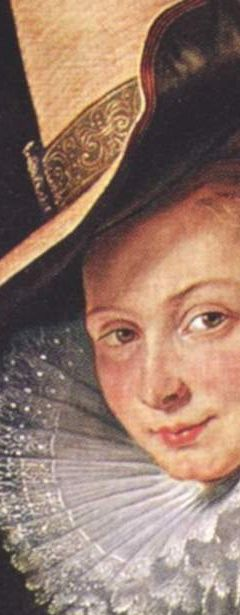
Isabella Brant
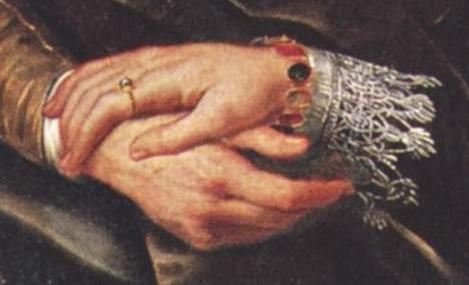
Les mains